# Łowczy nadworny litewski
Łowczy nadworny litewski – urząd dworski Wielkiego Księstwa Litewskiego I Rzeczypospolitej. 
Od czasów Władysława IV Wazy rozpoczął się ciąg łowczych nadwornych litewskich. Z tytułem łowczych nadwornych litewskich jednocześnie występowało kilka osób. Na początku wyraźnie dworski obsadzany przez towarzyszy zabaw królewskich, w XVIII wieku stał się dygnitarstwem.